# Chu Đạt
Chu Đạt (chữ Hán: 朱達; 91 - 160) là thủ lĩnh cuộc khởi nghĩa tại Cửu Chân chống ách thống trị nhà Đông Hán.
Ông là người ở Cư Phong (nay là Thiệu Hóa, Thanh Hóa).
Sau khi đàn áp được cuộc khởi nghĩa của Hai Bà Trưng, nhà Hán tăng cường áp bức bóc lột người Việt. Năm 157, Chu Đạt đứng lên kêu gọi nhân dân nổi dậy giết viên huyện lệnh Cư Phong. Nghĩa quân ngày càng lớn mạnh, ông cho đánh huyện Cửu Chân và giết thái thú Nghê Thức, giải phóng huyện Cửu Chân. Triều đình nhà Hán cho quân từ Giao Chỉ vào đàn áp. Ông lui quân về Nhật Nam (nay là vùng Bình Trị Thiên). Tại đây nghĩa quân tiếp tục lớn mạnh do được sự ủng hộ của nhân dân. Nhà Hán cử thứ sử Hạ Phương sang đàn áp. Năm 160 nghĩa quân hoàn toàn thất bại, ông bị chết.